# Liste de personnalités liées à Nantes
Cet article liste des personnalités liées à Nantes. Voir aussi les comtes de Nantes, les maires de Nantes, les évêques de Nantes.

## Les Nantais d'origine
Ne sont comprises dans cette liste que les personnalités nées à Nantes classées dans l'ordre chronologique de leur date de naissance.
- Saint Martin de Vertou est né à Nantes en 527 et mort à Vertou en 601 ; prêtre et moine, il a été chargé par l'évêque Saint Félix d'évangéliser les populations habitant le sud de la Loire
- Arthur Ier (1187-1203), duc de Bretagne, héritier du trône d'Angleterre.
- Anne de Bretagne (1477-1514), duchesse de Bretagne et reine de France, elle a légué son cœur à la ville, il est conservé au Musée d'histoire de Nantes.
- Cassien de Nantes (1607-1638), né à Nantes sous le nom de Gonzalo Vaz Lopez-Netto ; prêtre, capucin et missionnaire ; béatifié par le Pape Pie X en 1905.
- François Cacault (1743-1805), diplomate, il est un des négociateurs du Concordat de 1801, et est à l'origine de la restauration de la ville de Clisson détruite pendant la Révolution.
- Jean-Charles-Marguerite-Guillaume de Grimaud (1750-1799), médecin français.
- Pierre Rousseau (1751-1829), architecte, on lui doit notamment la construction de l'hôtel de Salm devenu le Palais de la Légion d'honneur à Paris.
- Pierre Cambronne (1770-1842), général d'Empire resté célèbre par la légende du « mot » qu'il aurait prononcé à Waterloo.
- John Ordronaux (1778-1841), corsaire au service des États-Unis. S'est notamment illustré durant la guerre anglo-américaine de 1812.
- Henri Villaine (1813-1858), peintre français.
- Madame de Stolz (1820-1898) épouse du comte de Bégon de la Rouzière. Fut une célèbre et prolifique romancière de la 2e moitié du XIXe siècle.
- Charles Rozan (1824-1905), écrivain.
- Aristide Belloc (1827-?), sculpteur, entre autres œuvres, de la vierge de Monton d'une taille de 21 mètres.
- Aristide Hignard (1822 - 1898), compositeur.
- Antoine Chalot (1825-apr.1880), peintre d'art sacré, fresquiste.
- Jules Verne[1] (1828-1905), écrivain, auteur de romans d'anticipation et de science-fiction, est un des auteurs français les plus lus dans le monde.
- Jules Arnous de Rivière (1830-1905), Écrivain, chroniqueur, imprimeur et Joueur d'échecs
- Clémence Royer (1830-1902), philosophe et scientifique, a réalisé la première traduction en français de L'Origine des espèces.
- Narcisse Chaillou (1835-1916), artiste-peintre.
- Hélène de Chappotin (1839-1904), fondatrice de la congrégation des Franciscaines Missionnaires de Marie ; béatifiée  par le Pape Jean-Paul II
- Pierre Waldeck-Rousseau (1846-1904), homme politique, est l'un des pères de la Loi de 1901 sur les associations.
- Georges de Villebois-Mareuil (1847-1900), militaire français. Engagé aux côtés des Boers contre l'armée britannique lors de la seconde guerre des Boers.
- Édouard Francis Kirmisson (1848-1927), médecin, orthopédiste et chirurgien, membre de l'Académie de médecine.
- Jules-Albert de Dion (1856-1946), homme politique et pionnier de l'industrie automobile.
- Léonce-Charles-Désiré Gontard de Launay, généalogiste (né en 1859).
- Émile Molinier (1857-1906), conservateur et historien de l'art.
- Aristide Briand[1] (1862-1932), homme politique, prix Nobel de la paix 1926.
- Édouard Louis Sarradin (1869-1957), homme de lettres français, critique d'art et conservateur des musées nationaux.
- Jean Émile Laboureur (1877-1943), peintre, dessinateur, graveur, aquafortiste, lithographe et illustrateur.
- Cécile Lauru (1881-1959), musicienne, compositrice.
- Joseph Perotaux (1883-1967), escrimeur, champion olympique par équipe en 1924.
- Claude Cahun (1884-1954), photographe, écrivaine, femme de théâtre, résistante.
- Amédée Thubé (1884-1941), marin français, champion olympique en 1912.
- Marc Elder (1884-1933), écrivain, critique et historien d'art, il fut conservateur du château des ducs de Bretagne.
- Yvonne Pouzin (1884-1947), première femme praticien hospitalier en France ; la  rue Docteur-Pouzin-Malègue lui rend hommage (Malègue est le nom de son mari).
- Alice Milliat (1884-1957),nageuse, hockeyeuse et rameuse française. Alice Milliat est à l'origine des premiers Jeux olympiques féminins.
- Juliette Buffet (1892-1945), résistante du réseau Comète, morte à Ravensbrück.
- Suzanne Malherbe (1892-1971), résistante et artiste française connue sous le nom de Marcel Moore.
- Charles Lavialle (1894-1965), acteur.
- Jean Sarment (1897-1979), acteur et écrivain.
- René Levrel (1900-1981), peintre et lithographe.
- René Guignaudeau (1909-1969), coureur cycliste.
- Robert Ballanger (1912-1981), résistant, député.
- Gilbert Burlot (1917-1968), administrateur civil, déporté-résistant, arrêté par la Gestapo à Nantes, maire de La Bernerie-en-Retz.
- Jean Mahé (1917-1946), aviateur, Compagnon de la Libération. Une rue de Nantes porte son nom.
- Yves Mahé (1919-1962), frère du précédent, également aviateur et Compagnon de la Libération.
- Adolphe-Marie Hardy (1920-2011), évêque.
- Denys de La Patellière (1921-2013), cinéaste, auteur de nombreux films à grand succès.
- Armel de Wismes (1922-2009), écrivain et historien, il a publié des ouvrages sur l'histoire de Nantes.
- René Legrand (1923-1996), artiste peintre abstrait de l'École de Paris.
- James Guitet (1925-2010), peintre et graveur.
- Michel Crouzet (1928-2023), universitaire, spécialiste de la littérature romantique.
- Michel Chaillou (1930-2013), écrivain.
- Éric Tabarly (1931-1998), navigateur de renommée mondiale en raison de ses multiples victoires et exploits.
- Gildas Bourdais (1939-2024), ufologue, peintre, essayiste et traducteur.
- Claire Bretécher (1940-2020), dessinatrice et scénariste de bande dessinée.
- Michel Bourdais (1943),  dessinateur, photographe, cinéaste, didacticien, pédagogue et auteur d’ouvrages divers.
- Philippe Thébaud (1946-2021), paysagiste et urbaniste français.
- Jean-Loup Hubert (1949), cinéaste qui a notamment tourné en partie à Nantes La Reine Blanche (particulièrement au passage Pommeraye).
- Claude Sérillon (1950), journaliste, présentateur des journaux télévisés d'Antenne 2, TF1 puis France 2.
- Edwy Plenel (1952), journaliste, après avoir été directeur de la rédaction du Monde il fonde le site Mediapart.
- Yvon Bertin (1953), cycliste sur route, ayant participé à 5 Tour de France.
- Alain Desjacques (1956-2020), ethnomusicologue spécialiste de la musique traditionnelle mongole.
- Vincent Hervouët (1958), journaliste, éditorialiste au sein du service « étranger » de LCI.
- Loïck Peyron (1959), navigateur (skippeur), vainqueur notamment de la transat anglaise.
- Élisabeth Cibot (1960), sculptrice.
- Jean Maurel (1960-2012), navigateur français.
- Élisabeth Daldoul (1961), éditrice tunisienne.
- Patrice Martin (1964), skieur nautique, il a été 12 fois champion du monde et 34 fois champion d'Europe.
- Joachim Garraud (1968), DJ et remixeur.
- Linda Hardy (1973), Miss France 1992, actrice, chanteuse, mannequin et animatrice.
- Caroline Vigneaux (1975), avocate et humoriste.
- Barbara Harel (1977), judokate française.
- Jeanne Cherhal (1978), musicienne et chanteuse auteur-compositrice-interprète.
- 20syl (1979), DJ & Producteur des groupes C2C et Hocus Pocus.
- Sylvie Tellier (1978), Miss France 2002, personnalité du monde des affaires et des médias
- Yoann Barbereau (1978), écrivain et traducteur.
- Florian Hardy (1985), hockeyeur sur glace professionnel (gardien de but).
- Mahir Guven (1986), écrivain, entrepreneur.
- Christine and the queens (1988), chanteuse auteur-compositrice-interprète
- Ahmed Sylla (1990), humoriste et acteur.
- Pierre-Ambroise Bosse (1992), athlète de demi-fond.
- Madeon (1994), Hugo Leclercq de son vrai nom, est DJ et producteur français de musique électronique.
- Boris Dallo (1994), basketteur français
- Cannelle Carré-Cassaigne (1995), actrice.
- Ultra Vomit, groupe de heavy metal parodique français formé en 2000, originaire de Nantes.

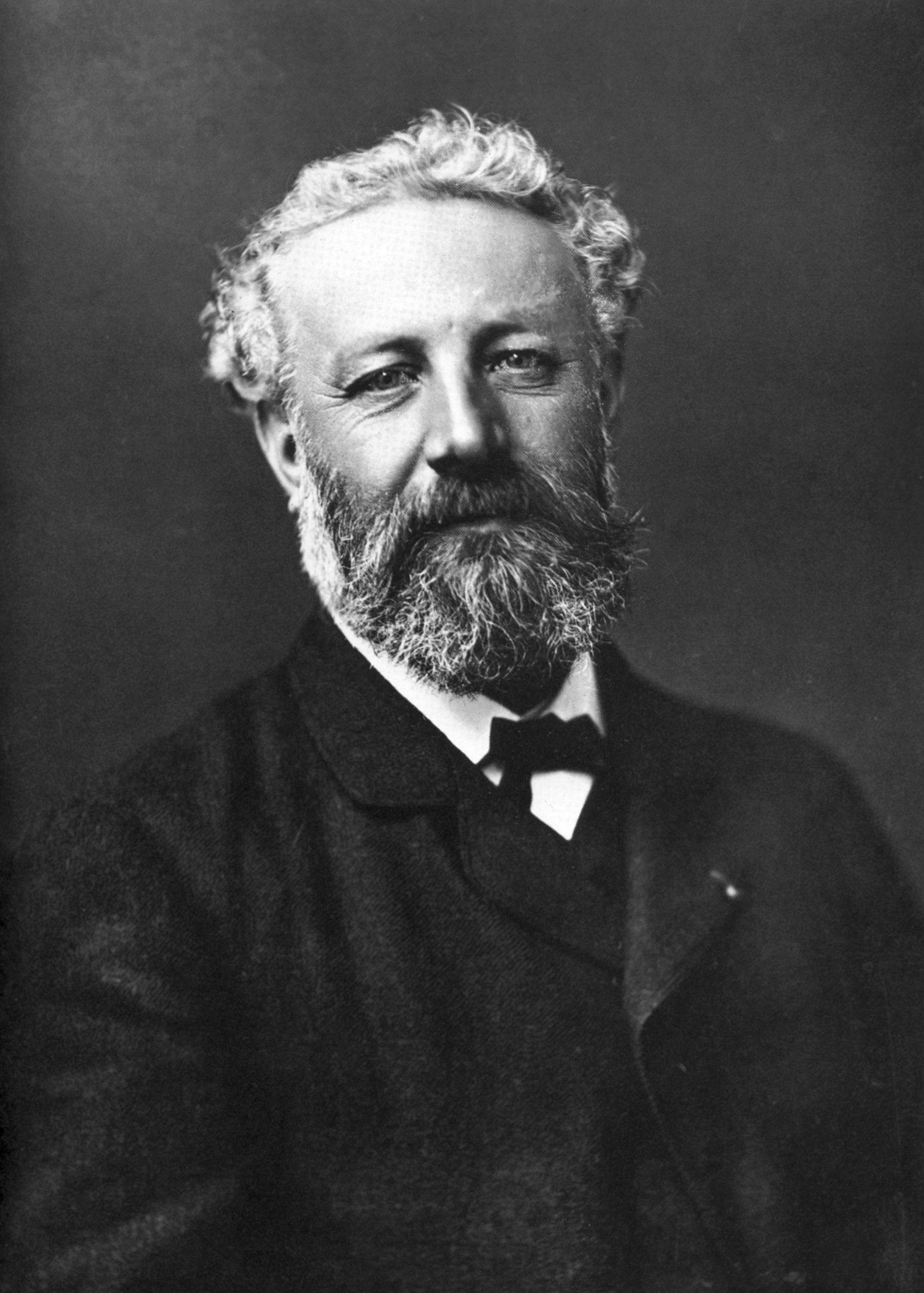
Jules Verne (portrait de Nadar).
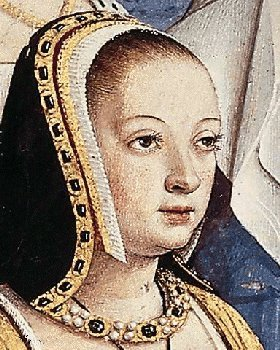
Anne de Bretagne.
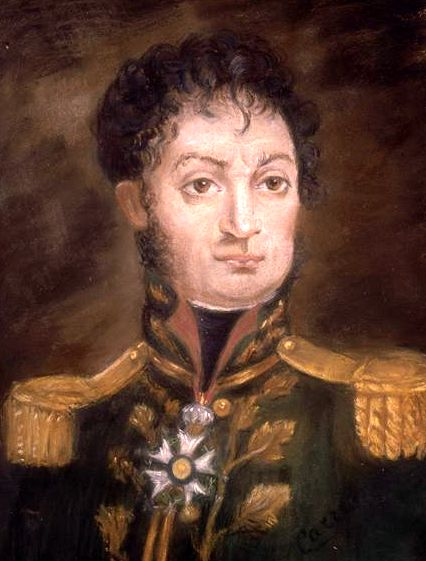
Pierre Cambronne.
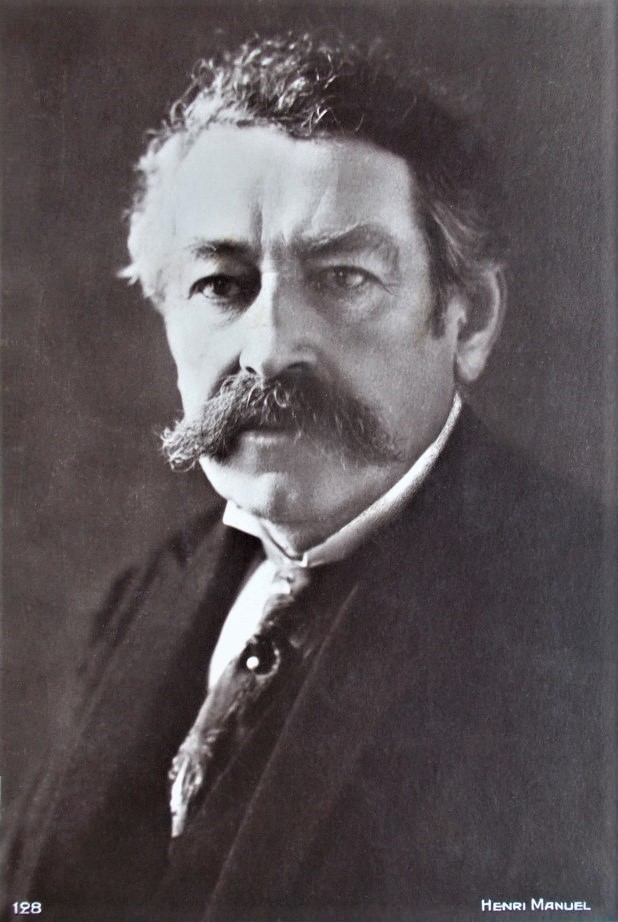
Aristide Briand.

## Les Nantais d'adoption
Ne sont comprises dans cette liste que les personnalités nées hors de Nantes, mais qui y ont vécu plusieurs années, au point de laisser parfois la trace de leur présence dans la ville.
- Jean-Joseph-Louis Graslin (1728-1790), receveur général des fermes, auteur d'écrits de théorie économique et responsable d'une importante opération immobilière à Nantes (place Graslin, théâtre Graslin).
- Jean-Baptiste Armonville (1756-1808), ouvrier, député de la Convention nationale, né à Reims, vécut à Nantes et s'y maria.
- Pierre Dominique Garnier (1756-1827), général des armées de la République et de l'Empire, né à Marseille, décédé dans cette ville.
- Joseph Fouché (1759–1820), homme politique, né au Pellerin, a fait ses études à Nantes, y a été professeur au collège de l'Oratoire et commencé sa carrière politique pendant la Révolution.
- Joseph Michel Jean-Baptiste Micolon de Guérines (1760-1838), évêque de Nantes de 1822 à sa mort.
- Georges Scheyermann (1767-1827), musicien, né dans les Ardennes, il mourut à Nantes.
- René Laennec (1781–1826), médecin, né à Quimper, a passé une partie de sa jeunesse à Nantes chez son oncle Guillaume François.
- John-James (ou Jean-Jacques) Audubon (1785-1851), est né aux Cayes dans la colonie de Saint-Domingue, est un ornithologue, naturaliste et peintre américain (naturalisé en 1812). Il est élevé à Nantes et à Couëron par sa belle-mère.
- François Bignon (1789-1863), né à Orléans, négociant à Nantes, président du tribunal de commerce et de la Chambre de commerce de Nantes, conseiller municipal et député de Nantes, conseiller général et président du Conseil général de Loire-Inférieure.
- Achille Chaper (1795-1874), né à Paris, ingénieur et homme politique, préfet de la Loire-Atlantique de 1840 à 1847.
- Ange Guépin (1805–1873), médecin et homme politique, né à Pontivy, a vécu à Nantes.
- René Waldeck-Rousseau (1809-1882), homme politique, né à Avranches, est maire de Nantes de 1870 à 1871 et de 1872 à 1874 ; c'est le père de Pierre Waldeck-Rousseau.
- Eugène Livet (1820-1913), né à Vernantes (Maine-et-Loire), fut un éducateur français et le précurseur de l'enseignement technique en France.
- Jules Vallès (1832-1885), journaliste, écrivain et homme politique vit à Nantes sur plusieurs périodes entre 1845 et 1852 ; élève au lycée Georges-Clemenceau, il est également temporairement interné à l'hôpital Saint-Jacques.
- Georges Clemenceau (1841-1929), homme politique, né à Mouilleron-en-Pareds (Vendée), a fait ses études au lycée impérial de Nantes, qui porte aujourd'hui son nom.
- Joseph Malègue (1876-1940), écrivain, né à La Tour-d'Auvergne, décédé à Nantes[2].
- Camille Robida (1880-1938), architecte, né à Paris et mort à Nantes. Architecte de la ville de Nantes.
- Mich (1881-1923), caricaturiste, affichiste et dessinateur, né à Périgueux et mort à La Jaille-Yvon. Il fit ses études de peinture à Nantes.
- Thérèse Ott (1896-1980), peintre dont les vues du centre-ville de Nantes sont visibles au Musée d'Arts de Nantes.
- André Breton (1896–1966), écrivain, né à Tinchebray dans l'Orne, un des pères du surréalisme, a suivi des études de médecine à Nantes.
- Paul Lemasson (1897-1971), artiste peintre international né à Saint-Mars-du-Désert.
- Alexandre Fourny (1898-1941), avocat et homme politique, né à Issé, est un des 48 fusillés lors des représailles après la mort de Karl Hotz.
- Julien Gracq (1910-2007), écrivain, né à Saint-Florent-le-Vieil en Maine-et-Loire, est professeur d'histoire-géographie au lycée de Nantes au début de sa carrière.
- Jacqueline Auriol (1917-2000), aviatrice française, est pensionnaire au lycée Blanche-de-Castille de 1926 à 1933.
- René Guy Cadou[1] (1920-1951), écrivain, né à Sainte-Reine-de-Bretagne, passe son enfance à Nantes.
- Paul Guimard (1921-2001), écrivain, né à Saint-Mars-la-Jaille, a fait des études secondaires à Nantes (au collège Saint-Stanislas), et y a travaillé comme journaliste dans les années 1940.
- Sim (1926-2009), acteur, comique, chanteur et écrivain né à Cauterets (Hautes-Pyrénées), passa une partie de sa jeunesse et fit ses études au lycée Leloup-Bouhier.
- Jacques Demy[1] (1931-1990), cinéaste, né à Pontchâteau, a vécu à Nantes, où son père était garagiste.
- Paul Virilio (1932-2018), urbaniste et philosophe, Parisien de naissance; enfant, il a vécu les bombardements de Nantes.
- Yves Marion (1936-2007), artiste peintre né à Audierne. Il vient s'installer à Nantes en 1970 où il meurt le 13 janvier 2007.
- Serge Kerval (1939 -1998), chanteur né à Brest et mort à Nantes.
- Daniel Bellec (1952 -1968), dit Roger Dimanche, il était l’un des pionniers du street art à Nantes.
- Fanny Reyre-Ménard (1963-), luthière, tient une boutique à Nantes s'appelant l'Atelier du quatuor.
- Dominique Ané dit Dominique A (né en 1968), auteur-chanteur-interprète né à Provins, a commencé sa carrière à Nantes.
- François Bégaudeau (1971 -), écrivain, originaire de Luçon, a passé une partie de son enfance à Nantes .
- Anne-Claire Coudray (1977 -), journaliste, a étudié à Nantes pendant deux années.
- Anna Mouglalis (1978 -), actrice, née à Fréjus, a passé toute son enfance à Nantes, avant de monter à Paris.
- Mathieu Sommet (1988), youtubeur habitant à Nantes depuis 2016.
- Sarah El Haïry (1989), femme politique française
- Raphaël Sévère (1994), artiste-musicien né à Rennes, arrivé à Nantes à l'âge de 2 ans, nommé à 15 ans « Révélation soliste » aux Victoires de la musique classique

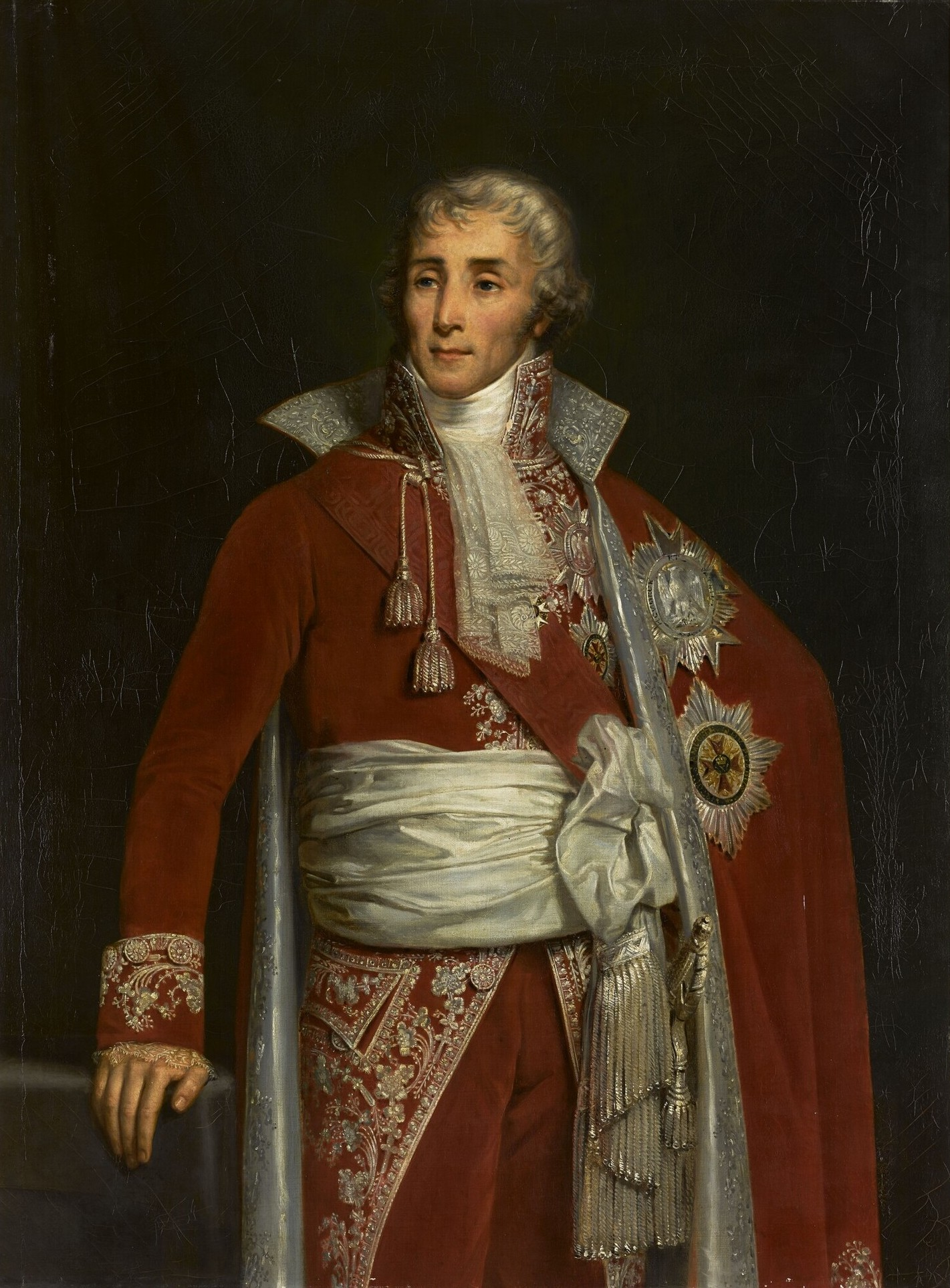
Joseph Fouché
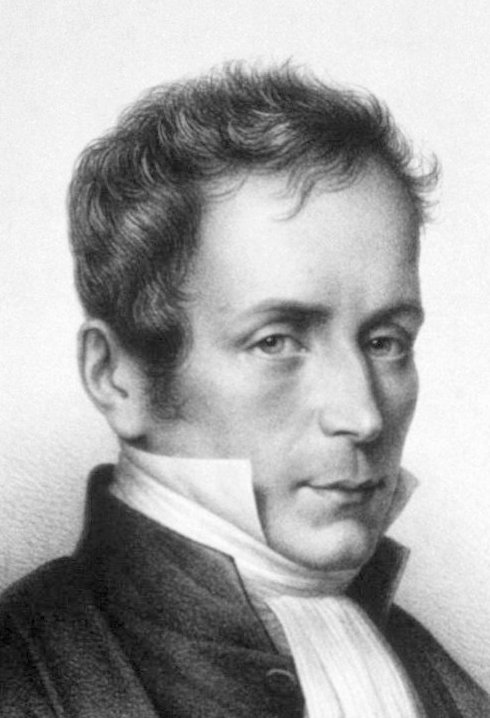
René Laennec
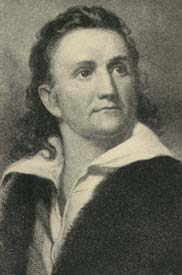
John James Audubon
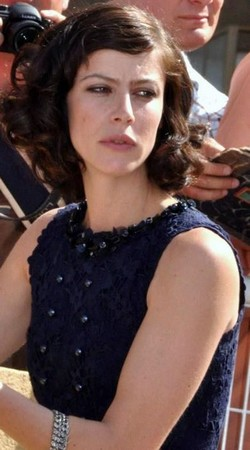
Anna Mouglalis